# Землетрясение в Непале (2023)
Мощное землетрясение с магнитудой 6,4 произошло 3 ноября 2023 года в 23:47 по местному времени в западном районе Джаяркот на границе Индии и Непала. Эпицентр землетрясения находился в 42 километрах к югу от непальского района Джумла. Землетрясение вызвало многочисленные разрушения в районах Джаяркот и Рукум. По данным властей, погибли по меньшей мере 153 человека, несколько сотен получили ранения. Были разрушены дома, школы, больницы и другие здания. Землетрясение произошло в районе, который в 2015 году уже пострадал от землетрясения магнитудой 7,8. В результате того землетрясения погибли более 9 тысяч человек.

## Последствия землетрясения
Землетрясение вызвало значительные разрушения в районах Джаджаркота и Рукум. По данным властей, погибли по меньшей мере 153 человека, несколько сотен получили ранения.

## Реакция международного сообщества
На землетрясение отреагировали многие страны мира. США, Индия, Китай, Япония и другие страны направили в Непал помощь в виде спасателей, оборудования и продовольствия.

## Прогнозы
Власти Непала ожидают, что количество жертв землетрясения может ещё вырасти. Также существует риск возникновения афтершоков.